# Barguzin (wiatr)
Barguzin (ros. баргузин) – silny wiatr na Jeziorze Bajkalskim. Wieje głównie w centralnej części jeziora z Doliny Barguzińskiej. Wiatr stopniowo rośnie w siłę. Wspomniany w piosence „Славное море – священный Байкал” (Słynne morze, święty Bajkał).